# Carola Braunbock
Karoline-Josefa Emilia Schmidt, geborene Braunbock (* 9. Januar 1924 in Všeruby u Plzně, Tschechoslowakei; † 4. Juli 1978 in Ost-Berlin) war eine deutsche Schauspielerin.

## Leben
Carola Braunbock ging in die Grundschule von Všeruby u Plzně (deutsch Wscherau). Das Abitur legte sie am 17. März 1943 in Aussig an der Elbe (tschechisch Ústí nad Labem) ab. Am 1. September 1946 wurde sie aus Ústí nad Labem vertrieben. Sie zog nach Sukow bei Schwerin, wo ihre Eltern herkamen. Von 1947 bis 1949 studierte die gebürtige Böhmin an der Musik- und Schauspielschule in Leipzig. Nach dem Tod ihres Vaters 1949 zog ihre Mutter zu ihr.
Ab 1949 folgten Engagements am Deutschen Theater Berlin, dem Berliner Ensemble und der Volksbühne. Ihren Durchbruch erreichte die Schauspielerin im Jahre 1951 an der Seite von Werner Peters in der aufwendigen Literaturverfilmung Der Untertan, wo sie die Rolle der Emmi Heßling übernahm. Vier Monate nach der Geburt ihres gemeinsamen Sohnes heiratete sie am 31. August 1953 den Schauspieler Johannes Schmidt und trug den Namen Carola Schmidt-Braunbock. Die Ehe währte nicht lange, da ihr Mann wenige Monate später am 2. April 1954 starb. Der Sohn starb am 22. November 2020 im Alter von 67 Jahren nach schwerer Krankheit.
Bis zu ihrem Tod wirkte die Schauspielerin in fast 80 Film- und Fernsehproduktionen der DEFA und des DFF mit. Wegen ihres fülligen Körperbaus spielte sie meist schrullige Nebenfiguren wie Mütter, Bäuerinnen oder Witwen. Bekannt wurde sie vor allem durch die Rolle der bösen Stiefmutter in dem 1973 produzierten Märchenfilm Drei Haselnüsse für Aschenbrödel, der regelmäßig um Weihnachten im Ersten und den Dritten Programmen ausgestrahlt wird. Des Weiteren arbeitete sie als Sprecherin für das Radio sowie für Hörspiele. Ihre letzte Rolle hatte sie als Frau Dickkopp in der am 1. Januar 1979 in DDR1 erstgesendeten Literaturverfilmung Hochzeit in Weltzow.
Laut Aussage von Pavel Trávníček (ca. nach 35:00 Minuten) in der MDR-Dokumentation „Drei Haselnüsse und ein Mythos: 50 Jahre Aschenbrödel“ hatten sich die tschechischen Schauspielerinnen über die deutschen Schauspielerinnen lustig gemacht und getratscht. Während der Dreharbeiten hat Carola Braunbock gesagt, dass sie in Karlsbad zur Schule gegangen sei und jedes Wort verstanden hat.
Carola Braunbock starb im Alter von 54 Jahren in Berlin an Krebs. Ihre letzte Ruhestätte fand sie auf dem Französischen Friedhof I an der Chausseestraße 127 im Bezirk Mitte.

## Filmografie
- 1951: Modell Bianka
- 1951: Der Untertan
- 1955: Robert Mayer – Der Arzt aus Heilbronn
- 1956: Thomas Müntzer – Ein Film deutscher Geschichte
- 1958: Der junge Engländer
- 1958: Das Lied der Matrosen
- 1959: Das Stacheltier: Benimm dich, Fritzchen
- 1959: Das Stacheltier: Der Bumerang
- 1959: Ware für Katalonien
- 1960: Mutter Courage und ihre Kinder
- 1960: Steinzeitballade
- 1960: Kein Ärger mit Cleopatra
- 1961: Ein besserer Herr (Fernsehfilm)
- 1961: Mutter Courage und ihre Kinder (Theateraufzeichnung)
- 1961: Flitterwochen ohne Ehemann (Fernsehfilm)
- 1961: Napoleon in New Orleans (Fernsehfilm)
- 1962: Auf der Sonnenseite
- 1963: Das Stacheltier: Träume sind Schäume
- 1964: Geliebte weiße Maus
- 1964: Mir nach, Canaillen!
- 1965: Ohne Paß in fremden Betten
- 1966: Fräulein Schmetterling
- 1966: Die Tage der Commune (Theateraufzeichnung)
- 1967: Ein Lord am Alexanderplatz
- 1967: Frau Venus und ihr Teufel
- 1967: Brot und Rosen
- 1967: Kleiner Mann – was nun? (Fernsehfilm)
- 1969: He, Du!
- 1971: Hut ab, wenn du küsst!
- 1972: Polizeiruf 110: Die Maske (Fernsehreihe)
- 1972: Polizeiruf 110: Verbrannte Spur
- 1972: Leichensache Zernik
- 1972: Florentiner 73 (Fernsehfilm)
- 1972: Die große Reise der Agathe Schweigert (Fernsehfilm)
- 1973: Drei Haselnüsse für Aschenbrödel (ČSSR/DDR)
- 1974: Neues aus der Florentiner 73 (Fernsehfilm)
- 1974: Polizeiruf 110: Kein Paradies für Elstern
- 1975: Geschwister (Fernsehfilm)
- 1975: Eine Stunde Aufenthalt (Fernsehfilm)
- 1975: Steckbrief eines Unerwünschten (Fernsehfilm)
- 1976: Daniel Druskat (Fernsehfilm)
- 1976: Philipp, der Kleine
- 1976: Jede Woche Hochzeitstag (Fernsehfilm)
- 1977: Viechereien (Fernsehfilm)
- 1977: Polizeiruf 110: Vermißt wird Peter Schnok
- 1977: Der kleine Zauberer und die große Fünf
- 1977: Zweite Liebe – ehrenamtlich
- 1978: Eine Handvoll Hoffnung
- 1978: Geschichten aus dem Wiener Wald (Theateraufzeichnung)
- 1978: Sieben Sommersprossen
- 1978: Die Leute aus dem „Roten Roß“ (Fernsehfilm)
- 1978: Auf Station 23 (Fernsehfilm)
- 1979: P.S.
- 1979: Addio, piccola mia
- 1979: Hochzeit in Weltzow (Fernsehfilm)

## Theater
- 1950: Jakob Michael Reinhold Lenz: Der Hofmeister – Regie: Bertolt Brecht (Berliner Ensemble im Deutschen Theater Berlin)
- 1950: Bertolt Brecht: Die Mutter – Regie: Bertolt Brecht (Berliner Ensemble im Deutschen Theater Berlin)
- 1952: Nikolai Pogodin: Das Glockenspiel des Kreml (Sabelins Tochter) – Regie: Ernst Busch (Berliner Ensemble)
- 1955: Federico Garcia Lorca: Bernarda Albas Haus (Junge Magdt) – Regie: Hannes Fischer (Deutsches Theater Berlin – Kammerspiele)
- 1959: Carlo Goldoni: Das Kaffeehaus – Regie: Emil Stöhr (Deutsches Theater Berlin – Kammerspiele)
- 1961: Helmut Baierl: Frau Flinz (Fabrikantenfrau) – Regie: Manfred Wekwerth/Peter Palitzsch (Berliner Ensemble)
- 1967: George Bernard Shaw: Cäsar und Cleopatra (Reichsamme) – Regie: Ottofritz Gaillard (Volksbühne Berlin)

## Hörspiele
- 1958: Günther Rücker: Bericht Nummer 1 – Regie: Günther Rücker (Rundfunk der DDR)
- 1963: Bertolt Brecht: Das kleine Mahagonny – Regie: Manfred Karge (Rundfunk der DDR)
- 1964: Walter Alberlein: Künstlerpech (Frau Ihme) – Regie: Werner Wieland (Hörspiel – Rundfunk der DDR)
- 1965: Kurt Belicke: Ein Tresor für zwei (Frau Obermüller) – Regie: Werner Grunow (Hörspiel – Rundfunk der DDR)
- 1966: Bertolt Brecht: Das Verhör des Lukullus – Regie: Kurt Veth (Rundfunk der DDR)
- 1966: Denis Diderot: Die Nonne – Regie: Edgar Kaufmann (Rundfunk der DDR)
- 1966: Manfred Streubel: Nico im Eis – Regie: Joachim Staritz (Kinderhörspiel – Rundfunk der DDR)
- 1967: Petko Todorow: Die Drachenhochzeit (Slawiwiza) – Regie: Wolfgang Brunecker (Hörspiel – Rundfunk der DDR)
- 1967: Lew Tolstoi: Krieg und Frieden – Regie: Werner Grunow (Hörspiel – Rundfunk der DDR)
- 1968: Zvonimir Bajsić: Zwei Freunde (Tonka) – Regie: Zvonimir Bajsic (Hörspiel – Rundfunk der DDR)
- 1968: Day Keene/Warren Brand: Naked Fury – Nackte Gewalt – Regie: Helmut Hellstorff (Kriminalhörspiel – Rundfunk der DDR)
- 1968: Emmanuel Roblès: Männerarbeit (Tanta Cisca) – Regie: Edgar Kaufmann (Hörspiel – Rundfunk der DDR)
- 1969: Emil Koraloff: Perunika – Regie: Helmut Molegg (Hörspiel – Rundfunk der DDR)
- 1969: Emmanuel Roblès/Philippe Derrez: Männerarbeit (Tante Cisca) – Regie: Edgar Kaufmann (Rundfunk der DDR)
- 1970: Helga Pfaff: Die Schildbürger (Apothekerin) – Regie: Horst Liepach (Kinderhörspiel – Rundfunk der DDR)
- 1971: Bertolt Brecht: Die Tage der Commune (Bäckerin) – Regie: Manfred Wekwerth/Joachim Tenschert (Hörspiel – Litera)
- 1971: Zofia Posmysz: Ave Maria (2. weibliche Stimme) – Regie: Helmut Hellstorff (Hörspiel – Rundfunk der DDR)
- 1973: Alfred Matusche: Van Gogh (Madame) – Regie: Peter Groeger (Biographie – Rundfunk der DDR)
- 1974: Günter Spranger: Zur Fahndung ausgeschrieben: Sabine (Frau Mehnert) – Regie: Albrecht Surkau (Hörspielreihe: Tatbestand, Nr. 3 – Rundfunk der DDR)
- 1975: Erich Loest: Dienstfahrt eines Lektors – Regie: Horst Liepach (Hörspiel – Rundfunk der DDR)
- 1975: Horst-Ulrich Semmler: Bereitschaftsdienst (Frau Purfürst) – Regie: Maritta Hübner (Kinderhörspiel – Rundfunk der DDR)
- 1976: Rodney David Wingfield: Auf Provisionsbasis (Mrs. Hicks) – Regie: Helmut Hellstorff (Kriminalhörspiel – Rundfunk der DDR)
- 1976: Alexei Tolstoi: Burattino (Tortilla) – Regie: Dieter Scharfenberg (Kinderhörspiel – Litera)
- 1977: Juri Trifonow: Der Tausch (Lenas Mutter) – Regie: Joachim Staritz (Rundfunk der DDR)